# Figurationer
Boken figurationer av Johan Lundberg och Christopher Rådlund gavs ut 2009 och behandlar figurativ konst. Figurationer är också namnet på en anknytande konstutställning sommaren 2009 på Edsviks konsthall i Sollentuna kommun, anordnad av Johan Lundberg och Christopher Rådlund. Utställningen visades under namnet "Figurasjoner" även på Telemarksgalleriet i Norge 2010 med Christopher Rådlund som kurator.

## Utställning och debatt
Utställningen, som innehöll ett sextiotal verk av ett trettiotal klassiskt utbildade norska figurativa målare från Odd Nerdrum till idag, gav tillsammans med boken Figurationer upphov till en debatt om det aktuella konstklimatet i - framförallt - Skandinavien. 
Debatten tog egentligen sin början med ett temanummer av Axess magasin år 2008 om skönhet, där bland annat filosofen Roger Scruton deltog med en artikel och kritiserades av bland andra Dan Jönsson och Peter Cornell. Debatten hade beröringspunkter med diskussionen i början av 2009 om Anna Odell och hennes examensverk Okänd, kvinna 2009-349701. 
Figurationsdebatten utlöstes på allvar av Eva Ström med påståenden i Sydsvenska Dagbladet om att tillbakablickande figurativt måleri innehåller nazistiska undertoner, vilket ledde till en diskussion om kopplingar mellan ideologi och estetik är rimliga att göra. I den följande debatten under perioden juli-oktober 2009 deltog bland andra Anna Brodow Inzaina, Peter Luthersson, Jessica Kempe, Håkan Sandell, Nils Forsberg, Lars O Ericsson, Johan Wennström och Per Gudmundson.
Debatten gav också eko i norska dagstidningar och i USA i kulturtidskriften New Criterion.